# Заславъл
Заславъл (на беларуски: Заслаўе; на руски: Заславль) е град в Беларус, разположен в Мински район, Минска област. Населението на града е 15 661 души (по приблизителна оценка от 1 януари 2018 г.).

## История
Селището е основано през 985 година, през 1985 година получава статут на град.

## География
Градът е разположен на 12 км северозападно от столицата Минск. През него преминаварека Свислоч, която се влива в Заславълския язовир.